# Matthew Boulton

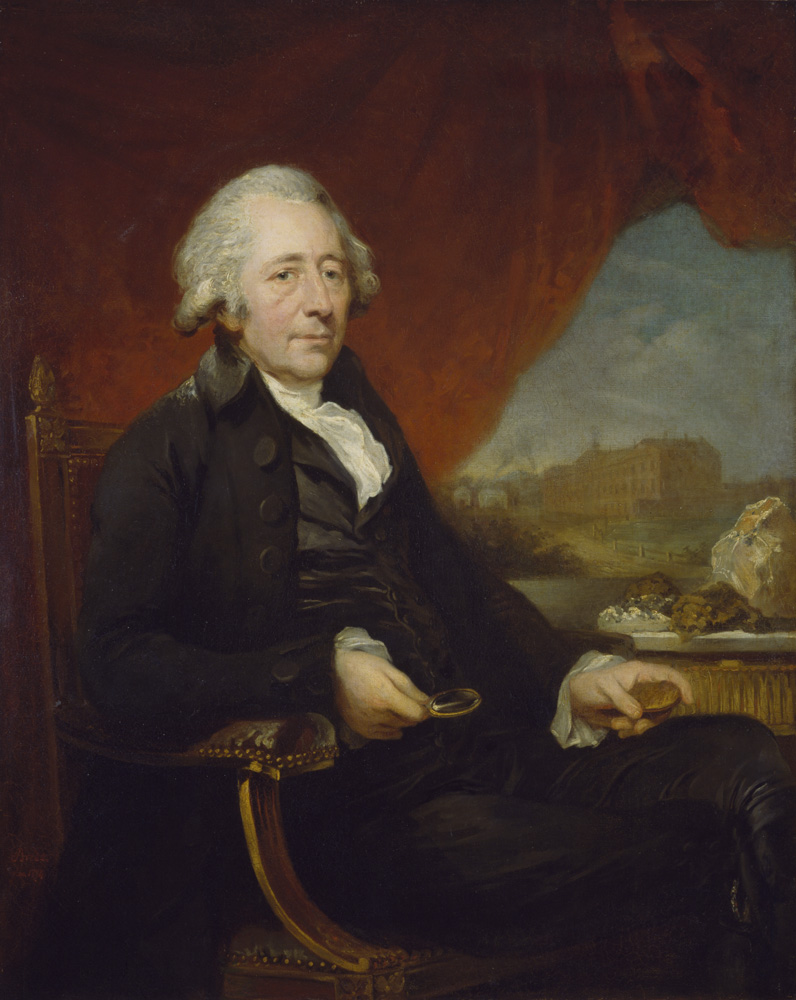
Matthew Boulton; im Hintergrund seine „Soho Manufactory“

Matthew Boulton (* 3. September 1728 in Birmingham; † 18. August 1809 in Birmingham) war ein englischer Ingenieur, Medailleur und Unternehmer der frühen Industriellen Revolution. Gemeinsam mit James Watt entwickelte und vertrieb er Dampfmaschinen. Unter dem Einfluss von Joseph Priestley, Thomas Day und anderen Freunden, die den Gedanken Jean-Jacques Rousseaus nahestanden, führte Boulton in seinen Fabriken eine Sozialversicherung für seine Mitarbeiter ein.

## Leben und Werk

### Jugend und beginnendes Geschäftsleben
Boulton wurde als zweiter Sohn des Unternehmers Matthew Boulton sen. im Hause seiner Eltern in der damaligen Whitehouse Lane (heute: Steelhouse Lane) geboren. Sein Vater betrieb auf Snow Hill als toymaker eine Manufaktur für hochwertige metallische Verzierungen wie Knöpfe und Schwertscheiden.
Boulton wurde an der öffentlichen Schule Birminghams unterrichtet, griff aber auch auf die große Bibliothek seines Vaters zurück. Die damals modischen Experimente mit Elektrizität und Batterien, die sein Vater wie viele gebildete Personen seiner Zeit unternahm, fachten seinen Wissensdurst weiter an. Ohne studiert zu haben, kannte er sich in kurzer Zeit in fast allen wissenschaftlichen Bereichen seiner Zeit aus, legte aber seinen Schwerpunkt auf die Anwendung der Wissenschaften in der Metallurgie. In seinen Notizbüchern finden sich viele Ideen und Verfahren, die er entwickelt oder wesentlich verbessert hatte mit dem Ziel, die Produktionsmethoden seines Vaters zu optimieren. Mit 17 Jahren verließ Boulton die Schule und trat in die Firma des Vaters ein. An seinem 21. Geburtstag ernannte der ihn zum gleichberechtigten Partner.
Im Februar 1749, ein halbes Jahr zuvor, hatte Boulton seine entfernte Cousine Mary Robinson, die Tochter des begüterten Landeigners Luke Robinson sen. in Lichfield geheiratet. Mary brachte in die Ehe eine große (in den Quellen nicht bezifferte) Erbschaft ein, die sie von ihrer Patentante erhalten hatte. Als ihr Vater im Jahr 1750 starb, erbte sie weitere 3.000 £ (nach heutigem Wert etwa 300.000 €). Zusätzlich standen Mary nach dem Tod der Mutter weitere 14.000 £ (etwa 1,5 Millionen €) aus dem Familienvermögen zu. Damit war der finanzielle Grundstein für die Erfüllung des unternehmerischen Ehrgeizes Boultons gelegt: Nach dem damaligen Eherecht fiel das Vermögen der Frau bei der Heirat ihrem Ehegatten zu. Im August 1759 starb auch Mary überraschend, möglicherweise an Kindbettfieber, und wurde im Familiengrab in Whittington beigesetzt.
Im selben Jahr wie Mary starb auch Boultons Vater. Dadurch wurde er zum alleinigen Besitzer des gemeinsamen Unternehmens, dessen Geschicke er bereits seit 1757 maßgeblich bestimmt hatte. Die Werkstätten des Vaters auf Snow Hill wurden zu klein, doch das ererbte Vermögen genügte nicht, um den Bestand der Firma dauerhaft zu sichern.
Weniger als ein Vierteljahr nach Marys Tod begann Boulton, um deren Schwester Anne zu werben. Er bemühte sich erfolgreich um die Zustimmung seiner Schwiegermutter. Dagegen lehnte sein Schwager Luke ihn als Mitgiftjäger ab. Im Mai 1760 erkrankte Annes Mutter schwer und verstarb kurz darauf, womit an Anne ein Erbe von etwa 28.000 £ fiel. Boulton machte sich altes englisches Recht zu eigen, „entführte“ seine Braut nach London und heiratete sie am 25. Juni 1760. Dann versteckte sich das Paar vier Wochen lang vor allen Menschen. Danach war die Einspruchszeit verstrichen und die Ehe nach kirchlichem und weltlichem Recht untrennbar. Das Ehepaar bezog Boultons Haus in Birmingham.

### The Soho Manufactory – Von Werkstätten zur Fabrik

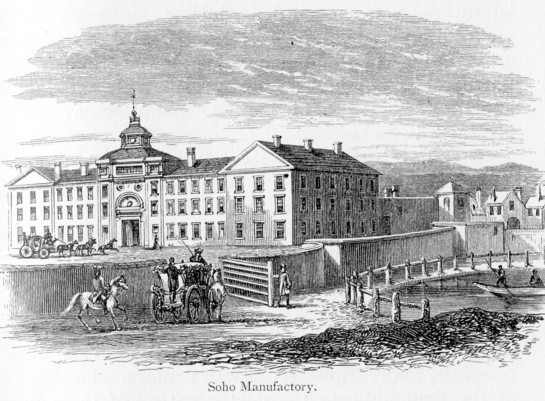
Soho Manufactory in einer zeitgenössischen Ansicht: das Torhaus

Die zusätzlichen finanziellen Mittel ermöglichten Boulton, seine Pläne für eine neue, größere Manufaktur zu verwirklichen. Um die Arbeitseffizienz zu steigern, wollte Boulton ein zentrales Gebäude für alle Arbeiten errichten. Diese Idee hatte bereits sein Konkurrent John Taylor 1759, ebenfalls in Birmingham, mit einigem Erfolg verwirklicht. Boulton kopierte und erweiterte das Konzept um die Möglichkeit des zentralen Maschineneinsatzes, der eine Massenproduktion, wie sie Boulton vorschwebte, unterstützte und zum Teil erst ermöglichte.
Drei Kilometer nordwestlich von Birmingham fand sich bei dem Dorf Handsworth ein passendes Grundstück, das Boulton pachtete. Er ließ die vorhandenen Gebäude abreißen und neue Fabrikationsgebäude, ein Walzwerk sowie eine Arbeitersiedlung errichten. Ein bereits existierendes Herrenhaus, das Soho House, wurde als Zentrale für die Überwachung der Bauarbeiten umgebaut und später durch einen Neubau ersetzt. Da die Arbeiten zeitaufwendig und teuer waren, zugleich aber die Arbeiten an der alten Produktionsstätte im Stadtteil Snow Hill weiter liefen, nahm Boulton 1762 einen Partner in die Firma auf, der die Bauüberwachung vor Ort übernahm. Mit diesem Partner, John Fothergill, führte er die Manufaktur bis 1781.
Bis 1764 waren die meisten Gebäude errichtet worden und die Produktion lief an. Seine Erfahrungen mit der Zentralisierung von Maschinen führten Boulton zu der Planung eines weiteren Baus, der nicht nur Maschinenräume, Ateliers und Wohnungen für die Familien der leitenden Angestellten beinhaltete, sondern durch eine zweistöckige Durchfahrt und einen Uhrenturm als Repräsentationsbau ausgestaltet wurde. Als 1764 das benötigte Geld zur Verfügung stand, ließ Boulton seine Planung umsetzen. Dieses Gebäude wurde das Symbol der Soho Manufactory, die 1765 offiziell eröffnet wurde und rasch hochrangige Besucher aus aller Welt anlockte, die den Gedanken eines zentralen Fabrikgebäudes mit maschineller Ausstattung rasch in viele Länder trugen.
Soho Manufactory wurde zum Vorbild für weitere Manufakturen, die auf ihrem Gelände alle notwendigen Arbeitsplätze und Maschinen konzentrierten; so arbeitete Boulton an der Planung der Fabrikstadt seines Freundes Josiah Wedgwood, Etruria, mit. Der finanzielle Erfolg der Fabrik war aber nicht beständig, obwohl Arbeiten aus Soho in ganz Europa und den überseeischen Kolonien Englands sehr beliebt waren. Vielmehr experimentierte Boulton in seiner Fabrik ständig mit neuen, sehr teuren Maschinen, die die Firma Boulton & Fothergill stark belasteten und oft an den Rand des Ruins brachten. Während Boulton seine Gelder aus anderen Unternehmungen, zum Beispiel der Vermietung von Dampfmaschinen, ausgleichen konnte, war es seinem Kompagnon Fothergill nicht möglich, den für die Partnerschaft aufgenommenen Kredit zurückzuzahlen. Dies wurde erst 1782, nach Fothergills Tod, von Boulton übernommen.
Als letzten Schritt zur Konzentration der Arbeitsprozesse konnte Boulton 1773 die Londoner Eichstelle dazu bewegen, einen Ableger in Handsworth einzurichten, wo der Edelmetallgehalt seiner Produkte geprüft und beurkundet werden konnte.
Bei allem öffentlichen Zuspruch wurde wohlwollend ignoriert, dass Boulton die Grenzen des von ihm gepachteten Geländes eigenmächtig und ohne finanziellen Ausgleich auf einen Teil der Gemeinweide des Dorfes Handsworth ausgeweitet hatte. Dies war kein Versehen oder ein Unfall, wie ein 25 Jahre später von Boulton selbst geschriebener Brief zeigt, in dem er die Inbesitznahme als wohltätigen Akt darstellt, weil er damit tausend Arbeitern eine saubere, gesunde Heimstätte geboten hätte, wo zuvor nur einige zerlumpte Dörfler durch Diebstahl und ebendiese Gemeinweide irgendwie ihr Leben gefristet hätten. Er würde diese Vorgehensweise weiterempfehlen. Derartige „wilde Privatisierungen“ von Gemeindeflächen zu Lasten der armen Bevölkerungsteile waren in Boultons Tagen weit verbreitet, hatten sogar eine eigene Bezeichnung („enclosures“). Allerdings wurden diese Flächen sonst zur intensiven landwirtschaftlichen Bearbeitung genutzt. Boultons Vorgehen war insofern ungewöhnlich.

### Boulton & Watt – „what all the world desires to have: power“
Nachdem die Manufaktur nunmehr in Betrieb und innerhalb kürzester Zeit durch die Qualität und die Bezahlbarkeit der Produkte, die sie hervorbrachte, in ganz Großbritannien zu großer Bekanntheit gelangte war, begann Boulton sich über die Effizienzsteigerung seiner Maschinen Gedanken zu machen. Die mit Wasserkraft betriebenen Geräte waren langsam und von der Witterung abhängig. Zudem konnten sie ausschließlich an Orten aufgestellt werden, an denen ein Wasserlauf aufgestaut werden konnte. Dies begrenzte den Einsatz von Maschinen erheblich.
Schon 1762 hatte Boultons Freund Erasmus Darwin, der Hausarzt der Familie seiner Frauen, mit Boulton über ein mit einer Dampfmaschine betriebenes Lokomobil korrespondiert, allerdings unter dem Siegel der Verschwiegenheit. Die Experimente führten zwar zu keinem brauchbaren Ergebnis, doch fand Boulton in diesem Projekt die Lösung für sein Problem: Dampfmaschinen. Sie konnten an beliebigen Orten aufgebaut werden und waren wetterunabhängig.
Die brauchbaren Konstruktionen arbeiteten mit Dampfüberdruck, um einen Kolben zu bewegen, der dann die gewünschte Arbeit ausführte. Aufgrund der damaligen Verarbeitungstechnik konnten aber die Geräte dem Druck nicht immer standhalten und explodierten. Boulton schloss daher diese Maschinen als unzuverlässig aus.
Eine andere Konstruktionsart für Dampfmaschinen hatte der Ingenieur Thomas Newcomen um 1710 entwickelt: die Unterdruck-Dampfmaschine. Hier wurde der Dampf in die Kammer mit dem Kolben geleitet und kondensierte dort. Dadurch entstand ein Unterdruck, der den Kolben bewegte. Diese Maschinen waren aber sehr ineffizient, weil sie einem ungelösten konstruktiven Problem unterlagen: Um das Vakuum durch die Kondensation des Dampfes zu erzeugen, musste der Dampfraum kühl sein, doch um die Energie des Dampfes zu nutzen, musste der Kolben heiß bleiben. Unterdruck-Dampfmaschinen wurden aber trotz ihrer Ineffizienz eingesetzt, weil sie im Bergbau das in die Schächte eindringende Grundwasser abpumpen konnten. Aufgrund ihrer Konstruktion konnten sie sicher, ohne zu platzen, kontinuierlich arbeiten und garantierten so, dass die Gruben nicht überflutet wurden. Durch ihren sehr hohen Brennstoffbedarf waren sie aber im Unterhalt sehr teuer.

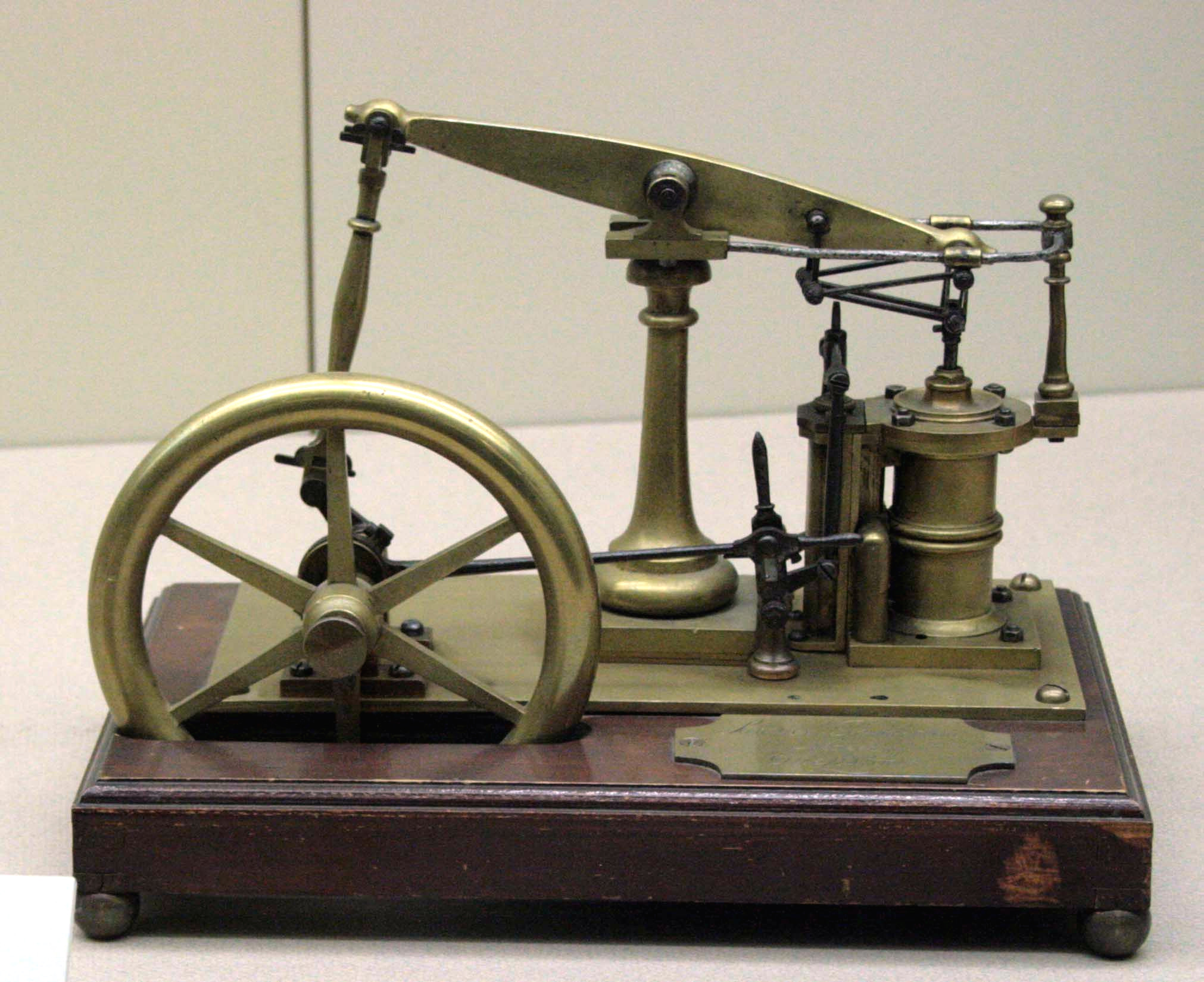
Watts Dampfmaschine im Modell

Eine Lösung für dieses Problem hatte der Schotte James Watt gefunden. Er erweiterte den Unterdruckbereich durch eine separate Kammer, in welcher der Dampf kondensieren konnte, ohne dass die Hauptkammer mit dem Kolben gekühlt zu werden brauchte. Im April 1765 baute er ein funktionsfähiges Modell seiner Idee einer Dampfmaschine mit separatem Kondensor, das nun noch in eine funktionsfähige große Maschine übertragen werden musste. Durch die Vermittlung eines Freundes fand er finanzielle Unterstützung durch den Kohleminenbesitzer und Eisenproduzenten Dr. John Roebuck, der die Effizienz seiner Newcomen-Maschinen steigern wollte. Er bot Watt die Finanzierung seiner Forschung an. Im Gegenzug wollte er dafür zwei Drittel der Rechte an der Dampfmaschine erhalten. Watt willigte ein.
Doch was im Modell funktioniert hatte, ließ sich nicht in die Praxis übertragen. 1766 musste Watt seine Versuche, eine funktionsfähige Maschine zu erstellen, vorläufig aufgeben. Doch seine Arbeit mit billigeren Modellen erbrachte neue Ideen, die Watts Dampfmaschine immer kräftiger und effizienter werden ließen. So leitete er wechselseitig Dampf in das Kolbenrohr und ersparte damit nicht nur die Mechanik, die den Kolben in die Ausgangsstellung zurückbrachte, sondern erreichte zugleich mehr und gleichmäßigere Leistung bei erneut geringerem Energieverbrauch. Am 9. August 1768 reichte Watt ein Patent auf seine Konstruktion ein, das im folgenden Jahr erteilt wurde.
Roebuck, der die Konstruktionen Watts bezahlt hatte, und Boulton, der aufstrebende Unternehmer aus Birmingham, waren Geschäftspartner. So dauerte es nicht lange und Boulton erfuhr von Watts Versuchen und Ideen. Boulton zeigte Interesse an dem Kauf der Wattschen Ideen, doch Roebuck bot ihm nur einen Lizenzvertrag an, den Boulton ablehnte. Stattdessen nahm er Kontakt zu Watt auf, um sich direkt beim Erfinder über die Möglichkeiten seiner Konstruktion zu erkundigen. Ab 1768 standen die beiden in Kontakt miteinander, der sehr rasch von einer geschäftlichen auf eine freundschaftliche Basis wechselte. Boulton bewunderte gegenüber seinen Freunden offen das Genie und die Erfindungsgabe seines neuen Freundes Watt, während Watt die Menschenfreundlichkeit und den gleichzeitigen Geschäftssinn Boultons lobte. Bei beiden hielt die Hochachtung bis ans Lebensende; Watt wird nach Boultons Tod versichern, dass sie in 35 Jahren engster Zusammenarbeit nicht die kleinste Differenz gehabt hätten.
Als Roebuck in wirtschaftliche Turbulenzen geriet, lieh er sich von Boulton 1.200 £., die er bis zu seinem Konkurs 1772 schuldig blieb. Boulton hielt sich schadlos, indem er die Zwei-Drittel-Eigentümerschaft an Watts Patent übernahm. Im selben Jahr starb Watts erste Frau; der Erfinder siedelte daraufhin nach Birmingham um.
Gemeinsam planten die beiden Freunde eine neue Fabrik, diesmal nicht für Knöpfe, sondern für Dampfmaschinen. Sie entschlossen sich, die Einzelteile ihrer Dampfmaschinen von Subunternehmern herstellen und anliefern zu lassen, und gründeten 1775 ihre gemeinsame Firma: Boulton & Watt. Beide Partner waren gleichberechtigt, will heißen: Boulton gab seine Zwei-Drittel-Mehrheit am Patent auf und beanspruchte nur noch einen 50 % Anteil. Er nutzte seine Beziehungen zu Mitgliedern des britischen Parlaments und erreichte eine Verlängerung des Patents von 6 auf 30 Jahre. Boulton und Watt behinderten nachfolgend erfolgreich die Weiterentwicklung der Dampfmaschine durch konkurrierende Ingenieure. So verklagten sie den Erfinder der Hornblower-Dampfmaschine, welche einen höheren Wirkungsgrad möglich machte, wegen Patentverletzung und konnten so eine Weiterentwicklung stoppen.

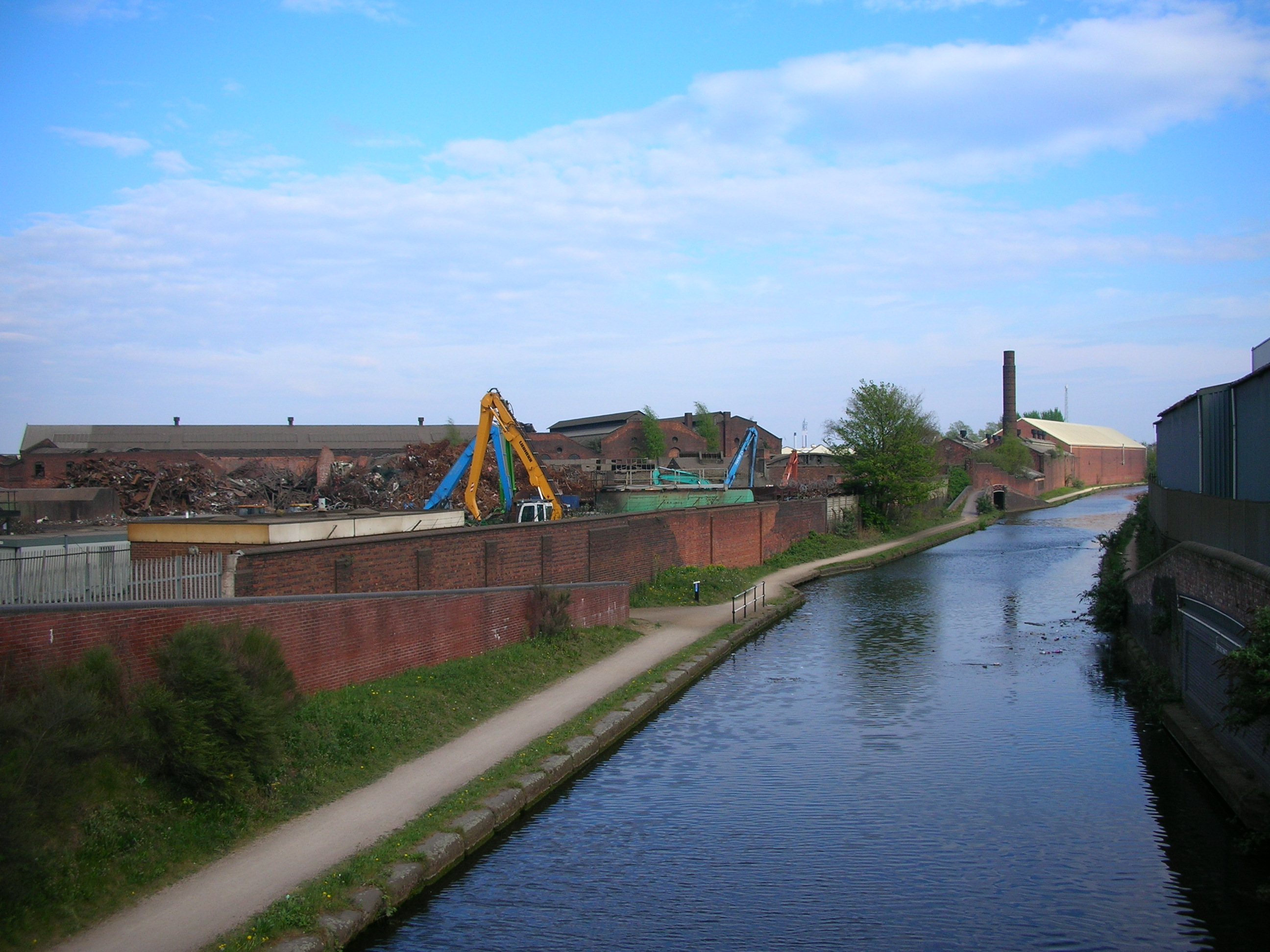
Das Gelände der ehemaligen Dampfmaschinenfabrik Soho Foundry im Jahr 2007.

Watts Dampfmaschine war etwa viermal stärker als ihr Vorläufer und wurde von Grubenbesitzern eingesetzt, um ihre Stollen frei von Grundwasser zu halten. Da Watt durch die Menge an Arbeit überlastet war, suchten die Freunde nach einem weiteren ideenreichen Konstrukteur. Sie fanden ihn 1777 in der Person von William Murdoch, ebenfalls Schotte wie Watt. Murdoch bereicherte die Firma mit einer Vielzahl von Verbesserungen an bestehenden Konstruktionen und mit völlig neuen Erfindungen. Schließlich brachte Boulton & Watt eine Variante der Wattschen Dampfmaschine heraus, mit der die zuvor ausschließlich lineare Bewegung des Antriebs in eine Rotation überführt wurde. Dadurch war der nahezu beliebige Einsatz der Maschine für jede denkbare Aufgabe möglich; die bereits angelaufene Industrialisierung Großbritanniens bekam so ihren entscheidenden Anstoß. Bis 1790 standen in den Bergwerken und Fabriken der Insel mehr als 500 Dampfmaschinen aus dem Hause Boulton & Watt sowie hunderte weitere aus anderen Fabriken.
Der Erfolg der Firma führte schließlich zur Gründung einer eigenen Fabrik in Smethwick: der Soho Foundry, die 1848 in James Watt & Co umbenannt und 1895 in einen größeren Konzern eingegliedert wurde. Das Gelände wird heute zum Teil als Schrottplatz genutzt.

### Geld durch Geld: die Soho Mint
Sobald die Dampfmaschinenfabrik aus den Anfangsschwierigkeiten heraus war, sah Boulton sich nach neuen Projekten um. Dabei geriet ihm ein bereits 20 Jahre zuvor erfolglos verfolgter Gedanke erneut in den Sinn: Die britische Wirtschaft verlangte nach kleinwertigen Münzen, besonders Kupfermünzen. Pläne für eine eigene Münzprägeanstalt begannen in Boulton zu reifen. Durch große Überproduktion waren seine Kupfergruben unrentabel und standen kurz vor der Schließung; in seiner Soho Manufactory war die Kunst der Metallverarbeitung zu Hause, und für die schwere Prägearbeit standen ein wasserkraftbetriebenes Walzwerk für die Blechproduktion, dampfkraftbetriebene Stanzen für die Herstellung der Münzrohlinge und Dampfmaschinen zum Prägen der Münzen zur Verfügung. Diese Bereiche mussten nur zusammengeführt und um wenige neue Vorrichtungen ergänzt werden.

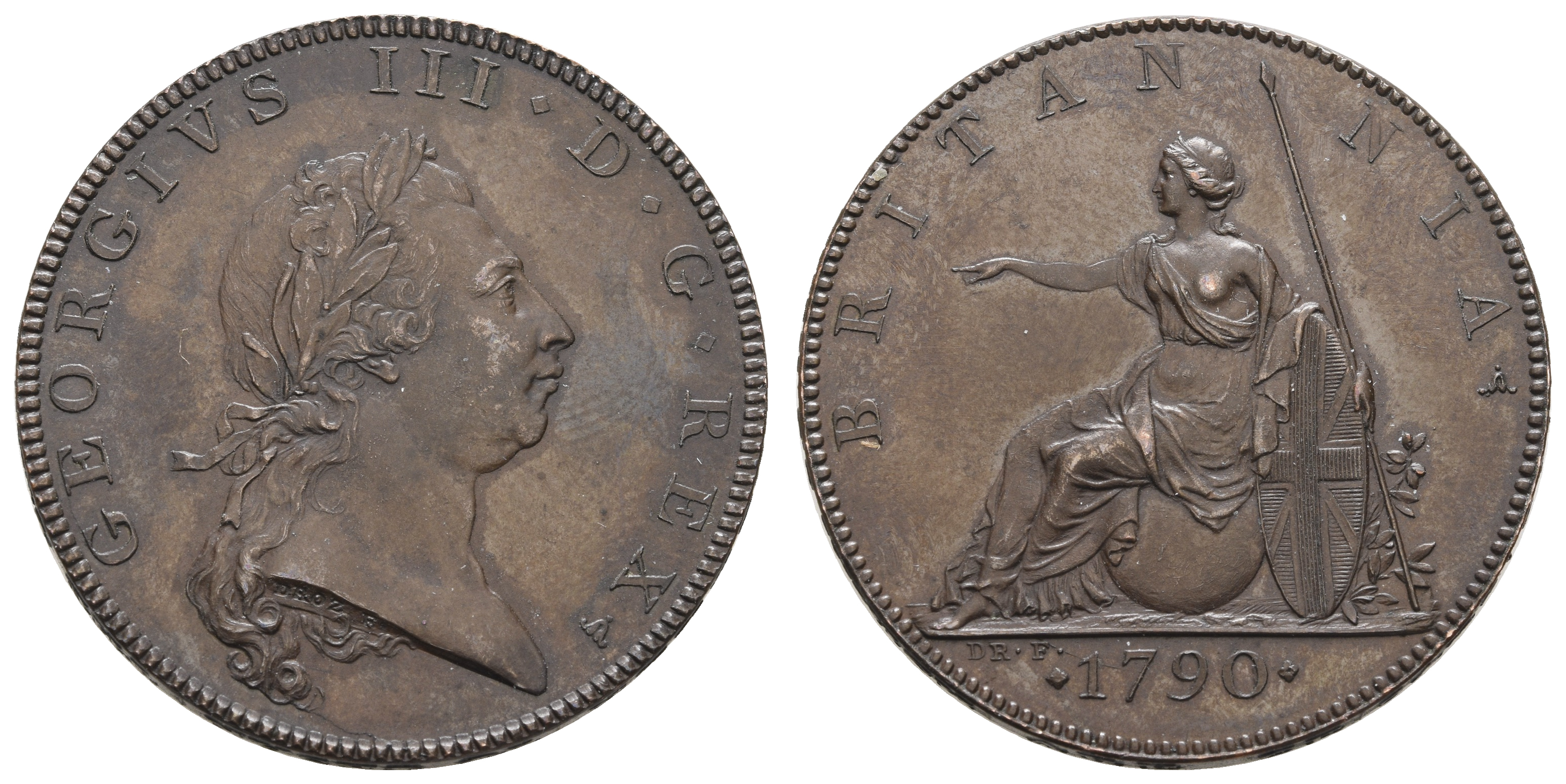
Cu-Probe-Halfpenny George III. von Jean-Pierre Droz, geprägt 1790 in der Soho Mint, mit erhabener Randschrift: RENDER TO CESAR THE THINGS WHICH ARE CESARS

Bei einer Geschäftsreise nach Frankreich besuchte Boulton die Pariser Münzanstalt und lernte dabei den Graveur und Konstrukteur Jean Pierre Droz kennen. Droz hatte einige Verbesserungen vorgeschlagen, die aber von der königlichen Münze abgelehnt worden waren. So wollte er die Münzen während der Prägung in einen starken Rahmen einbinden, der mit gravierten Mustern und Schriftzügen ausgestattet werden konnte. So wäre sichergestellt worden, dass alle Münzen gleiche Durchmesser und gleiche Höhe hätten, was die Verfälschung der Münzen durch Abfeilen von Edelmetall an den Rändern nahezu unmöglich machte. Boulton übernahm nicht nur die Idee, sondern auch den Mann. Ab 1787 arbeitete Droz in Handsworth und begann, dort fälschungssichere Münzen zu gestalten.
Erster Kunde für die neuen Maschinen war die East India Company für ihren Handel auf Sumatra. Sie bestellte 1786, noch vor der Fertigstellung des neuen Maschinenhauses, 100 Tonnen Kupfermünzen, die Boulton rasch und in der gewünschten Qualität lieferte. Weitere Aufträge folgten umgehend; so bestellten die amerikanischen Kolonien Kupfergeld bei Boulton, und auch Frankreich, Russland und Sierra Leone ließen bei ihm Münzgeld prägen. Auch reiche Privatleute verlangten nach eigenen Münzen. So ließ der erfolgreiche Kanonenproduzent John Wilkinson 1787 eigene Münzen in der Soho Mint herstellen, die zum Symbol der Änderungen der Machtverhältnisse durch die Industrielle Revolution wurden: Zum ersten Mal in der Geschichte des englischen Münzwesens prangte das Porträt eines ungekrönten Hauptes, eines Unternehmers, auf einer Münze. Umrahmt wurde Wilkinsons Porträt von seinem Namen und seinem Beruf: „John Wilkinson Iron Master“.
In einem 1788 neu errichteten Werkgebäude für seine Soho Mint ließ Boulton statt der bis dahin üblichen langsamen und schweren manuellen Prägepressen, die von zwei starken Männern bedient werden mussten, Dampfmaschinen mit Stempelkolben aufstellen, die später im Dauereinsatz nur von je einem zwölfjährigen Jungen überwacht werden mussten; einzige Aufgabe der Jungen war, die Maschinen ein- oder auszuschalten. Boulton ließ diese Jungen in weißer Dienstkleidung arbeiten, die einmal wöchentlich gewaschen wurde, um so zu verdeutlichen, dass die Jungen keine körperliche Arbeit zu leisten hatten. Zusätzlich wurde die Arbeitsdauer der Jungen auf 10 Stunden pro Tag festgelegt – wesentlich weniger als die sonst üblichen Arbeitszeiten der Epoche. So demonstrierte Boulton nicht nur die Effizienz seiner neuen Dampfmaschinen und ihre „kinderleichte“ Bedienung, sondern konnte zugleich die Rousseauschen Gedanken der Entlastung der Kinder von Arbeit verwirklichen. Durch zusätzliche automatische Zuführung von Rohlingen und dem maschinellen Ausstoß der fertigen Münzen erzeugten die Prägemaschinen in dieser ersten Serienproduktion zwischen 50 und 120 Münzen pro Minute, abhängig von der Größe der zu prägenden Münzen.
Erst 1797 erfolgte der erste Prägeauftrag des britischen Parlaments über Kupfermünzen. Es handelte sich dabei um einen Auftrag über 45 Millionen Pennys und Twopence-Münzen, die unter dem Namen Cartwheel Pennys bekannt wurden. Damit war der geschäftliche Erfolg auch dieser Unternehmung dauerhaft sichergestellt.
Nicht nur Münzgeld wurde in der Soho Mint geprägt. Rasch wurden auch Künstler auf die Möglichkeiten aufmerksam, die die neuen Prägemaschinen boten. Es dauerte nicht lange und eine Flut von Medaillen und Gedenkmünzen zu allen möglichen Ereignissen und Personen ergoss sich auf den Markt, wo sie reißenden Absatz fanden. Und wieder war Boulton der Auslöser dieser Mode: So konnte er weitere Vorräte des sonst schwer verkäuflichen Kupfers aus seinen Minen in Gold umwandeln und zugleich die Skulpteure und Bildhauer, die die Münzen gestalteten, sinnvoll beschäftigen, wenn es keine anderen Münzaufträge gab.

### The Lunar Society – Ein Thinktank
Boulton war in einem Umfeld aufgewachsen, das ihm den Wunsch nach Bildung nicht nur nahebrachte, sondern seine bereits vorhandene Neugier förderte, nicht aber sättigen konnte. Boulton hatte, größtenteils im Selbststudium, später auch mit eigenen Experimenten, Wissen aus allen Bereichen der damaligen Wissenschaften gesammelt, das er dann in Form von Verbesserungen seiner Produkte einsetzte. Dadurch konnte er die Qualität seiner Waren so weit steigern, dass er sich mit seiner Firma nicht nur in England und seinen Kolonien einen Namen machte, sondern auch auf dem europäischen Kontinent. Dies förderte, neben der Neugier und dem ausgeprägten Geschäftssinn, einen weiteren wesentlichen Charakterzug Boultons: seine Ruhmsucht. Sein Freund James Watt würde später diesen Wesenszug sogar über den Geschäftssinn Boultons stellen.
Diese drei wichtigen Wesenszüge Boultons fanden in einer zufälligen Begegnung einen Unterstützer, der nicht nur in der Lage war, sie zu erkennen, sondern auch, sie zu formen: Erasmus Darwin, hochgebildeter Mediziner und Forscher aus Lichfield. Darwin war der Arzt der Familie Robinson, aus der Boultons Frauen stammten. Der genaue Zeitpunkt ihres ersten Treffens ist nicht überliefert, doch bereits 1762 ist ihr Briefwechsel so sehr von freundschaftlicher Nähe und gemeinsamem Forschungsdrang geprägt, dass Darwin dem Geschäftsmann Boulton unter dem Siegel der Verschwiegenheit von seinen Experimenten zur Konstruktion eines dampfgetriebenen Fahrzeuges erzählt.
In jenen Tagen entwickelten sich die Grundzüge der heutigen Wissenschaft aus den Traditionen der vergangenen Jahrhunderte mit ihren stark religiös geprägten und begrenzten Vorstellungen. In vielen Gegenden Europas trafen sich begüterte und gebildete Personen – soll heißen: manchmal auch Frauen und sogar Kinder – zu regelmäßigen Gesellschaften, in denen über neue Beobachtungen, Ideen und Folgerungen aus den Bereichen der Natur- und Geisteswissenschaften gesprochen wurde. Gelegentlich kam es sogar zu Vorführungen; so waren zum Beispiel öffentliche Experimente auf dem Gebiet der frisch entdeckten Elektrizität mit all ihren spektakulären Funken und Effekten eine ausgeprägte Modeerscheinung in jenen Zirkeln.
Auch Boulton und Darwin wollten den Grundstein für solch einen Zirkel legen, der aber weniger der amüsanten Zerstreuung als dem gemeinsamen, effektiven Forschen und der Suche nach neuen Wahrheiten dienen sollte. Nachdem Boulton seine Soho Manufactory in Betrieb genommen hatte, schien den beiden der richtige Zeitpunkt gekommen, einen solchen Zirkel ins Leben zu rufen. Da sie sich immer zu Vollmond am nächstliegenden Montag treffen wollten, um in den Straßen ohne Beleuchtung gut heimzufinden, nannten sie ihre Gruppe The Lunar Society, sich selbst augenzwinkernd Lunatics – „Wahnsinnige“.
Der Gedanke fiel auf fruchtbaren Boden. Innerhalb kürzester Zeit etablierte sich ein Kreis von Philosophen und Wissenschaftlern, Unternehmern und Künstlern der Umgebung, die aufeinander einwirkten, ihre Möglichkeiten kombinierten und so Natur- und Geisteswissenschaften, aber auch die englische Wirtschaft und ihre Industrialisierung nachhaltig beeinflussten. So konstruierte der Instrumentenbauer (wir würden ihn heute als Feinmechaniker bezeichnen) John Whitehurst ein Thermometer, das auch die Temperaturen von geschmolzenem Eisen sehr genau ermitteln konnte. Boulton finanzierte die Entwicklung und profitierte umgekehrt durch verbesserte Produktionsmethoden sowohl in seinen kunstgewerblichen Produkten als auch in der Herstellung der Dampfmaschinen.
Doch auch die Geisteswissenschaften prägten die Gespräche der Lunatics; besonders die humanistischen Vorstellungen des französischen Philosophen Jean-Jacques Rousseau waren in der Gruppe hoch angesehen. Auch sie formten Boultons Vorstellungen davon, was er als Herr seiner Arbeiter und deren Familien – so sah er sich: als merkantilen Fürsten – für deren Wohlergehen bewirken konnte. Ihnen entsprang zum Beispiel Boultons Idee, eine Sozialversicherung für seine Arbeiter einzuführen. Im Jahr der Erklärung der Menschenrechte, 1792, führte er die Soho Insurance Society in seinen Werken ein. Sie funktionierte, wie die modernen Sozialsysteme, nach dem Solidaritätsprinzip: Jeder Arbeiter zahlte ein Sechzigstel seines Lohnes in eine gemeinsame Kasse ein, aus der er bis zu 80 % seines Lohnes als Fortzahlung bekam, wenn er krank oder verletzt war. Im Todesfall war die Familie seines Arbeitnehmers mit dem gleichen Betrag abgesichert. Boulton bürgte freiwillig mit seinem Privatvermögen, um mögliche Unterdeckungen zu verhindern.
Ebenfalls aus dem Rousseauschen Gedankengut entsprang Boultons Weigerung, billige Kinderarbeiter einzustellen. Kinder gehörten seiner Meinung nach in eine Schule. Damit war Boulton, weit vor der Einführung der allgemeinen Schulpflicht in England, ein Vorreiter der Kinderrechte geworden. Allerdings wurde damals der Begriff Kind etwas anders gesehen; so beschäftigte Boulton in seiner Münze zwölfjährige Jungen, wenn auch ausschließlich, um die Prägemaschinen an- und abzustellen, also ohne körperliche Anstrengungen. Zum Vergleich: In England wurden zum selben Zeitpunkt Vierjährige für schwere körperliche Arbeiten in Bergwerken eingesetzt; dies galt als völlig normal.
Boulton, der trotz seiner starken beruflichen Belastungen selbst mit eigenen Experimenten und Überlegungen nützlich zu sein versuchte, wurde am 24. November 1785 in die Royal Society gewählt. Auf seiner Wahlbestätigung finden sich auch drei Unterschriften von Freunden aus der Lunar Society: Joseph Priestley, John Whitehurst und Josiah Wedgwood. Eine besondere wissenschaftliche Leistung wurde dabei nicht hervorgehoben. Bereits seit 1784 war er Fellow der Royal Society of Edinburgh.

## Tod und Nachruhm

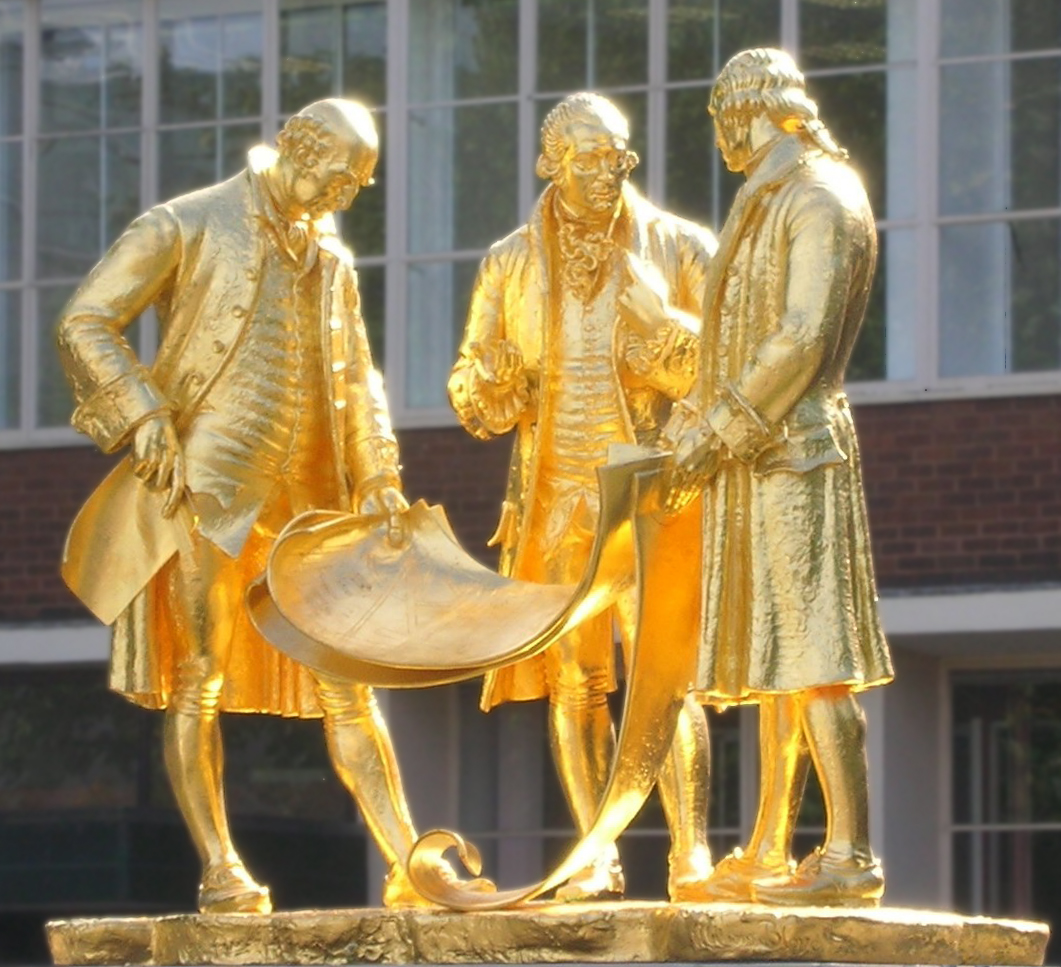
Die „Golden Boys“: Statue von Boulton, Murdoch und Watt in Birmingham

Boulton starb achtzigjährig am 18. August 1809 in seinem Haus in Birmingham. Er wurde, wie später auch seine Partner und Freunde Watt und Murdoch, auf dem Friedhof der St. Mary's Church in Handsworth (heute Birmingham) beigesetzt.
Die Firma Boulton & Watt war bereits im Jahr 1800, ein Jahr nach Ablauf des Schutzmonopols der Watt'schen Dampfmaschine, in die Hände der beiden Söhne der Gründer übergegangen. Matthew Robinson Boulton und James Watt jr. stellten die Besucherführungen ein und bauten langsam die sozialen Errungenschaften der Gründer wieder ab. Die Firma wurde 1910 liquidiert.
Nach dem Tode James Watts jr. im Jahr 1842 wurde Soho Manufactory geschlossen und ab 1848 größtenteils abgerissen; das Wohnhaus der Boultons sowie einige Nebengebäude blieben erhalten. Das Anwesen Soho House ist heute ein Museum. Auf dem Gelände der ehemaligen Manufaktur wurden Reihenhäuser errichtet, die auch das Herrenhaus weitgehend umschließen.
Ein umfangreiches Archiv von Boultons Briefen und Notizen befinden sich in der Birmingham Central Library. Es wurde 1910 angelegt, als die Firma Boulton & Watt liquidiert und die Geschäftsunterlagen der Stadt übereignet wurden. Ebenso sind dort private Briefe Boultons archiviert. Inzwischen werden Briefe und Notizbücher aus diesem Archiv systematisch in elektronisch lesbare Form übertragen und im Internet verfügbar gemacht.
In Birmingham erinnern auch die Mondsteine an den Mitbegründer der Lunar Society; ebenso existieren eine Statue von ihm, Watt und Murdoch von 1956, das nach ihm benannte Matthew Boulton College und die Boulton Road, ebenfalls alle in Birmingham. Auch in Smethwick existiert eine Boulton Road. Boulton gilt bis heute als einer der wichtigsten Pioniere der frühen Industriellen Revolution, der aber im Schatten des Ruhmes seines Partners James Watt steht.
Ab 2009 waren 50-Pfund-Scheine der Bank of England im Umlauf, auf denen Boulton und Watt gemeinsam abgebildet waren. Die Noten wurden an 2021 Zug um Zug bis 2022 durch Kunststoffgeldscheine mit anderen Motiven ersetzt.